# 伊日·佩茨卡
伊日·佩茨卡（捷克語：Jiří Pecka，1917年6月4日—1997年5月12日），捷克男子皮划艇运动员。他曾代表捷克斯洛伐克参加1948年夏季奥林匹克运动会皮划艇比赛，获得男子双人划艇10000米银牌。